# 部陀
部陀在梵语中表示水星。也是印度教的水星神。他也被称为蘇弥耶（梵文：सौम्य，蘇摩之子）、罗醯尼耶和Tuṅga，统领二十七宿中的阿沙离沙，折沙他和离婆底。

## 传说
部陀作为神灵出现在印度典籍中，常常为苏摩（月神旃陀罗）和多罗（祭主仙人的妻子）的儿子。部陀的父母在往世书中说法并不一致，也被描述为虏喜尼和苏摩的儿子。部陀与伊羅有一个儿子，即洪呼王。
部陀作为行星最早出现在吠陀经典二十五梵书和百道梵书中，但没有出现在占星术典籍中。在吠陀经中，部陀与毗湿奴三步跨天地有关。

## 印度教占星术和历法
部陀是印度历法中“部陀伐罗“（Budhavara）或“水曜日”的词根。希腊罗马及其他印欧历中的“星期三“（沃登之日）一词也和水星相关。
部陀是九曜之一，被认为是慈善的，与思维敏捷和记忆力相关。九曜的作用和重要性随着时间发展，受到各种影响。神化天体及占星早在吠陀时期就开始了，并记录在吠陀经中。印度最早记载的占星学著作是公元前14世纪开始编纂的《吠檀迦约提萨》，它可能受到印度河流域文明以及各种外国作品的影响。巴比伦占星术是最早发展起来的占星术和历法，并被包括印度在内的多个文明采用。包括水星在内的古典行星在公元前10世纪左右开始在阿闼婆吠陀中被引用。
受到祆教历法和希腊占星术等影响而进一步向西亚推广九曜。《希臘人之说》（Yavanajataka）或《臾那学说》在西薩特拉普王朝国王楼陀罗达曼一世的统治下撰写于公元120年，这通常作为印度占星术的标准。之后九曜进一步在塞迦人和斯基泰人的塞迦紀年中发展。此外，塞迦人的贡献成为印度國定曆的基础，也称为塞迦历。
部陀也是许多其他印度语言中星期三名称的根源。在现代印地语、奥迪亚语、泰卢固语、孟加拉语、马拉地语、乌尔都语、卡纳达语和古吉拉特语中，周三被称为部陀伐罗（Budhavara），泰米尔语：Budhan kizhamai，马拉雅拉姆语：Budhanazhcha，泰语：Wan Phut（วันพุธ）。

## 肖像
根据罗森·达拉尔（RoshenDalal）的说法，部陀的画像是一位慈善的未成年男性神，身体呈浅黄色或绿色，披着黄色衣服，手持弯刀、棍棒和盾牌。他通常被描绘为乘坐由八匹风马牵引的由空气和火制成的战车。但在一些图画中，他骑着一头狮子，有四只手臂，有时也被描绘成骑着一只带翅膀的狮子。
部陀在语言学上与佛陀相关，虽然这是有争议的。